# Ayllu
Ayllu (Quechua „Familie, Großfamilie, Dorfgemeinschaft“) ist die unterste politische Einheit in der traditionellen Gesellschaft der Anden. Der Begriff bezeichnet in seiner Grundbedeutung die Großfamilie (Sippe) als Abstammungs- und Verwandtschaftsgemeinschaft, im erweiterten Sinne jedoch die genossenschaftlich organisierte Dorfgemeinde als örtliche Gemeinschaft.
Der Ayllu zeichnet sich durch gemeinschaftlichen Besitz an Grund und Boden aus. Die Felder bzw. Weideflächen werden entweder gemeinsam in Form der Minka bewirtschaftet oder jedes Jahr als „Leihgabe“ zur individuellen Bewirtschaftung neu verteilt. Traditionell beten die Mitglieder eines Ayllu neben den allgemeinen Gottheiten der Anden ihre eigene lokale Gottheit (wak'a) an. Jeder Inka-Herrscher gründete einen neuen Ayllu (panaka). 
Nach der Conquista wurde durch die Einführung der Encomienda und später der Hacienda, welche de facto eine Form der Leibeigenschaft war, die Organisation der Ayllus zerschlagen. Einen Bruch mit der andinen Tradition bedeutete auch die Verteilung kleiner Parzellen als individuelles Eigentum im Zuge von Landreformen, so etwa in Bolivien nach der Enteignung der Großgrundbesitzer ab 1953. Die Landreform in Peru unter General Juan Velasco Alvarado zielte wiederum darauf ab, die Ayllu in größere landwirtschaftliche Genossenschaften zu integrieren. Dabei griff sie auch auf Symbolik aus der altandinen Tradition sowie dem antikolonialen indigenen Widerstand zurück.
In abgelegenen Gebieten hat sich die Organisation des Ayllu bei Quechua- und Aymara-Gemeinden teilweise bis heute gehalten oder wurde sogar wiederbelebt (z. B. auf der genossenschaftlich organisierten Inselgemeinde Taquile).